# ماريا من أراغون
ماريا الأراغونية (بالإسبانية: María de Aragón y Castilla) (7 مارس 1517- 29 يونيو 1482)؛ هي انفانتا الإسبانية والزوجة الثانية لملك البرتغال مانويل الأول، وبالتالي هي ملكة البرتغال القرينة منذ زواجها في 30 أكتوبر 1500 حتى وفاتها.

## العائلة
ولدت في قرطبة في 29 يونيو 1482 كابنة الثالثة على قيد الحياة لـ إيزابيلا الأولى ملكة قشتالة وفرناندو الثاني ملك أراغون (الملوك الكاثوليك) وكانت الرابعة من أصل خمسة أبناء لوالديها، كانت لها أخت توأم اسمها آنا ولدت ميتة  كانت واحدة من أخواتها كاترين زوجة هنري الثامن ملك إنكلترا والدة ماري الأولى ملكة إنكلترا وشقيقتها الأخرى خوانا تزوجت من فيليب دوق برغونية والتي كانت والدة إمبراطور الروماني المقدس كارل الخامس .
ماريا لم ترث الجنون التي كان من المفترض أنه ركض في العائلة المالكة والتي ورثه شقيقتها خوانا والمعروفة باسم «خوانا المجنونة».

## الزواج
كان زواجها مرتباً من قبل والديها، كان قبل زواجها من مانويل الأول، فكروا والديها في اقتراح زواج من جيمس الرابع ملك اسكتلندا، سيكون هناك رابط قوي بعد زواج شقيقتها الصغرى كاترين من آرثر أمير ويلز كان التخطيط حسب اعتقاد فرناندو وإيزابيلا إذا كانت ماريا ملكة اسكتلندا يمكن لـ شقيقتين حفاظ على السلام بين أزواجهن، ومع ذلك هذه الخطط لم تسفر عن شيء، بحيث شقيقتها الكبرى إيزابيلا أميرة أستورياس الزوجة الأولى لـ مانويل الأول توفيت عام 1498 مما خلقت ضرورة لمانويل على الزواج مرة أخرى، وبذلك أصبحت ماريا العروسة المقبلة لـ ملك البرتغال وإعادة تأكيد الروابط مع الأسر الحاكمة بين البيوت المالكة الإسبانية، مانويل وماريا تزوجوا في الكاسر دو سال في 30 تشرين الأول 1500 وكانوا لديهم 10 أطفال، ثمانية منهم وصلوا إلى سن البلوغ، بما في ذلك الملك جواو الثالث من البرتغال وإمبراطورة الرومانية المقدسة إيزابيل وبياتريس دوقة سافوي والكاردينال الملك هنريك.
في 1580 قادت روابط سلالتها خلال الزواج إلى أزمة خلافة في البرتغال التي جعلت من حفيدها فيليب الثاني ملك إسبانيا أن يصبح ملك على البرتغال أيضا باسم فيليب الأول.

## الموت
توفيت في لشبونة في 7 مارس 1517 ودفنت في دير جيرونيموس بيليم.